# Saló Diana
El Saló Diana fou un espai teatral ubicat al número 85 del carrer de Sant Pau de Barcelona (vegeu casa Pere Prats), seu de l'Assemblea de Treballadors de l'Espectacle (A.D.T.E.), grup escindit de l'Assemblea d'Actors i Directors. Obrí les portes el diumenge 10 d'abril del 1977. El director Mario Gas i els actors Carlos Lucena i Albert Dueso, entre d'altres, van ser els artífexs d'aquesta aventura teatral que va durar fins a finals del 1978.
Anteriorment, i des del 1912, l'espai havia sigut el Cine Diana, on també s'hi feien varietats. L'any 1987, l'ajuntament va mirar de cedir-lo al Liceu com a local d'assaig, però el mal estat de l'edifici i la forta inversió que suposava van acabar per desestimar la proposta.

## Espectacles
- 1977, abril. No hablaré en clase, pel grup Dagoll Dagom, amb direcció de Joan Ollé.
- 1977, abril. 7 meditaciones sobre el sado-masoquismo político, pel grup Living Theatre.
- 1977, maig. Herramientas, pel grup La Cuadra, de Sevilla.
- 1977, novembre. Plany en la mort d'Enric Ribera, de Rodolf Sirera, amb direcció de Joan Ollé i música de Ramon Muntaner.
- 1978 (17, 18 i 19 de febrer): concerts de La Banda Trapera del Río.
- 1978, maig. Els Pispes, de Joan Potau, amb direcció de Joan Potau i música de Pau Riba.